# Нагорна Антоніна Максимівна
Антоні́на Макси́мівна Наго́рна (21 січня 1940, Мурманськ, СРСР) — фахівець у галузі гігієни, член-кореспондент АМН України, доктор медичних наук, професор, Заслужений діяч науки і техніки України.

## Наукова діяльність
У 1968 році закінчила Київський медичний інститут за спеціальністю «Лікувальна справа». Певний час працювала цеховим ординатором медико-санітарної частини Дарницького шовкового комбінату (м. Київ).
З 1970 році починає працювати в Київському інституті гігієни праці та професійних захворювань, пройшовши шлях від молодшого наукового співробітника до зав. відділу епідеміологічних досліджень (з 2002 року).
У 1975 році під науковим керівництвом академіка АМН України професора О. О. Навакатикяна захистила дисертаційну роботу, здобувши науковий ступінь кандидата медичних наук за спеціальністю гігієна.
У 1988 році успішно захистила дисертаційну роботу на здобуття наукового ступеня доктора медичних наук за спеціальністю гігієна. Вчене звання професора присуджено у 1992 році.
З 1989 до 2002 року працювала в Інституті громадського здоров'я МОЗ України на посадах зав. відділу, зам. директора з наукової роботи і в.о. директора Інституту.
У 2011 році обрана член-кореспондентом НАМН України за спеціальністю гігієна.
Сфера наукових інтересів охоплює здоров'я населення різних статевовікових, професійних, соціальних, територіальних груп, медико-демографічні процеси, показники громадського здоров'я, такі як захворюваність, репродуктивне здоров'я, інвалідність, смертність різних верств населення, в тому числі тих, що постраждали від наслідків аварії на Чорнобильській АЕС, екологія і здоров'я людини, питання організації та управління на різних рівнях системи охорони здоров'я.
Результати наукових досліджень широко висвітлені на вітчизняних і міжнародних наукових форумах різних рівнів, у тому числі з'їздах, симпозіумах, конференціях, семінарах, а також у 629 наукових працях (з них 42 — монографії, книги і навчальні посібники). За участю А. М. Нагорної розроблено 42 нормативних, інструктивних та методичних документів для сфери охорони здоров'я.
А. М. Нагорною створено наукову школу спеціалістів з питань гігієни та соціальної гігієни. Вона підготувала 12 докторів і 19 кандидатів медичних наук, була рецензентом понад 100 і офіційним опонентом 48 кандидатських і докторських дисертацій.

## Основні наукові праці
- «Життя і здоров'я» (2001).
- «Профілактика наркоманії серед підлітків» (2001).
- «Проблема якості в охороні здоров'я» (2002).
- «Репродуктивне здоров'я і статеве виховання молоді» (2003).
- «Наркоманія: адаптація молоді до праці та життя» (2005).
- «Здоров'я: фундаментальні та прикладні аспекти» (2006).
- «Профессиональное здоровье в Украине: эпидемиологический анализ» (2007).
- «Про стан здоров'я населення України та санітарно-епідеміологічну ситуацію» (2007).
- «Професійний рак: Епідеміологія та профілактика» (2008).
- «Професійні інфекційні хвороби» (2014).
- «Медична допомога працівникам: проблеми та їх вирішення» (2018).
- «Біль у спині як медична і соціальна проблема: клініко-епідеміологічний аналіз» (2018).
- «Професія і туберкульоз: український вимір» (2019).

Бере участь у виконанні низки міжнародних наукових проектів ЄвроБюро ВООЗ і Європейського Союзу в розробці системи соціального захисту населення в рамках програми «TASIS», реформування охорони здоров'я в рамках програм «INCO-COPERNICUS», «Health interview surveys». На запрошення Європейського співтовариства працювала міжнародним експертом у рамках проекту «INCO-COPERNICUS», у проекті Міжнародної організації праці щодо професійного ризику туберкульозу та ВІЛ/СНІДу на робочому місці, член проблемної комісії «Гігієна праці та профзахворювання», спеціалізованої вченої ради Д26.554.01 при ДУ «Інститут медицини праці імені Ю. І. Кундієва НАМН України», член експертної ради ДАК України з проблем профілактичної медицини, входить до складу конкурсної комісії МОН України та Міжнародного фонду «Відродження» за програмою «Трансформація гуманітарної освіти в Україні», заступник головного редактора часопису «Український журнал з проблем медицини праці», член редакційної ради міжвідомчого медичного журналу «Наука і практика», член редакційної ради журналу Journal of Ecology and Health (Польща).

## Відзнаки та нагороди
- Медалі «У пам'ять 1500-річчя Києва» (1983 р.), «Ветеран праці», «15 років Українській військово-медичній Академії».
- «Заслужений діяч науки і техніки України» (1998 р.)
- Золота медаль НАН України «За підготовку наукової зміни».
- Почесні грамоти президії АМН України (2003, 2006, 2008 рр.).
- Премія НАН України імені Р. Є. Кавецького (2009, разом з Ю. І. Кундієвим, Д. В. Варивончиком)[1].